# Història de la filosofia de la història
La història de la filosofia de la història estudia la gènesi i evolució de la filosofia de la història. Existeixen diverses acceptacions sobre el seu origen com a disciplina: Voltaire en el segle xviii per l'encunyació del terme, Jean Bodin en el XVI qualificant un autor grec com philosophitoricus. Encara que la més acceptada és la de Giambattista Vico, en el segle xvii, en el seu Principi de la ciència nova de la naturalesa comuna de les nacions, encara que s'acabaria assentant amb Voltaire.
No obstant això, els antics grecs també es van preocupar per la història i pels problemes filosòfics que plantejava, sense arribar, tanmateix, a ser una disciplina. La història plantejava una sèrie de qüestions com: Què és la història?, Quin és el seu sentit?, Com coneixem el nostre passat?, entre d'altres.

## El naixement del pensament racional i l'assumpció de la seua historicitat

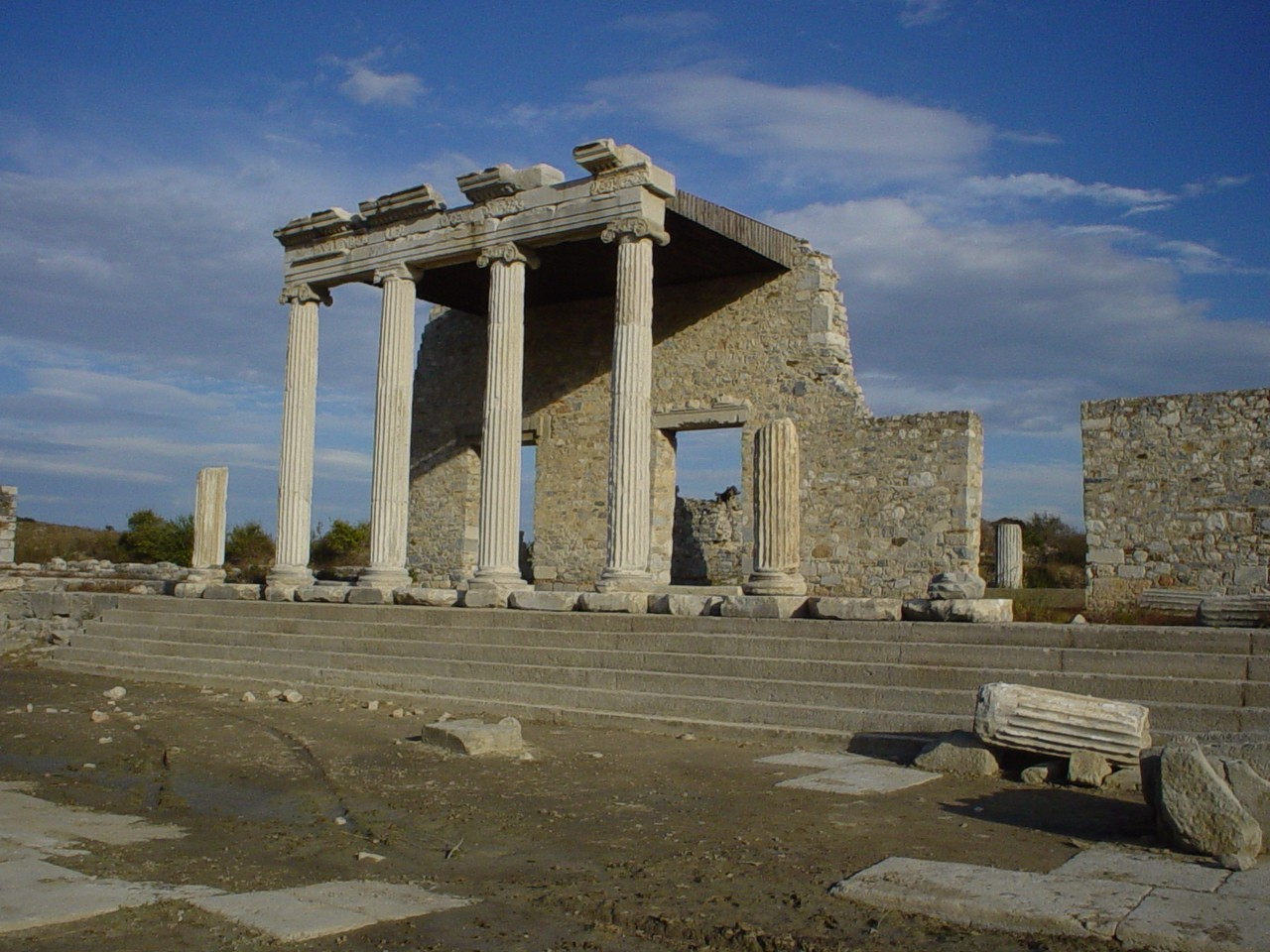
Stoa en la ciutat de Milet

La filosofia tal com la coneixem nasqué en l'actual Turquia en el s. VI aC, en les colònies gregues de l'Àsia Menor (Jònia), com Efes, Milet, etc. Aquestes ciutats gaudien d'un nivell econòmic i social superior al de l'Hèl·lade. El comerç d'aquestes ciutats, més properes a Orient, feien que estigueren en contacte amb diferents civilitzacions, ja que les diferents versions explanatòries de les qüestions clau xocaven entre si. Qüestions com la creació de l'univers o l'aparició de l'ésser humà eren explicades de manera mitològica. Davant aquest fet, es va buscar altra via per a donar contestació a aquests problemes. Aquesta via no podia ser altra que la raó, ja que la via mitològica havia quedat obsoleta i els jònics van entendre que aqueix no era el camí. D'aquesta manera, van començar a cercar explicacions raonables per a contestar a les diferents qüestions, i es produí així el pas del mite (μῦθος) al logos (λoγος) i donà origen a la filosofia.
El pas del mite al logos es va donar per un procés de secularització i per un procés d'abstracció del pensament. Trencava així el pensament grec les estructures pròpies del pensament mític i les van substituir per la lògica, donant lloc a la filosofia i al pensament històric, ja que la filosofia i la història comparteixen eixa racionalitat, són discursos racionals.
La lògica mítica era ambigua perquè es movia en dos plans: el natural i el sobrenatural, de manera que el mite explicava els fenòmens naturals amb arguments en què intervenien elements sobrenaturals. Com els llamps (element natural), argumentat com que era la còlera de Zeus.
Els estudis de Mircea Eliade han posat de manifest que el pensament mític arcaic feia impossible que l'ésser humà poguera assumir la historicitat i, per tant, impedia el naixement de la història. Una de les raons és perquè el pensament mític solament donava importància als déus i no als individus i era impossible desenvolupar la història sense tenir en compte els aspectes mundans.
Per l'altre extrem, el discurs històric trenca la dualitat de plans, iguala el passat i el present i situa els fets històrics de la història en el curs de la temporalitat. Tot el contrari de l'epopeia, que tenia dos temps heterogenis: el temps dels humans i el temps dels déus.
Va aparèixer també la noció d'esdeveniment, fet que feu que se situara el curs de l'existència humana sensible i que no es projectara en l'atemporal ni en el sagrat, deixant pas el mitògraf al logògraf, que marca els fets passats i descarta la tradició llegendària dels poetes. Aquests logos constitueixen la base de la filosofia i de la història i per això van nàixer alhora. Els historiadors es començaren a ocupar d'estudiar una realitat susceptible de ser investigada i de transmetre-la de la manera més objectiva possible.
El significat etimològic de la paraula història significa en grec 'indagació' i 'narració de fets' l'origen de la qual deriva del concepte de Ιστορ ('testimoni'), que és l'individu que actua de testimoni en un judici i de qui es pot fiar sobre el que narra.
El fet que la història sorgisca com a resultat de la indagació explica que la perfecció directa, l'observació i l'experiència constitueixen la base de la nova metodologia bàsica que sorgeix en el segle vi aC a Grècia; i explica que els historiadors antics mostren una clara preferència per la narració dels fets temporals propers a ells, perquè els llunyans són més difícils d'indagar.
El filòsof i l'historiador han d'estudiar solament aquelles coses de les quals hi ha experiència o perfecció directa.

## La reflexió sobre la història en la filosofia clàssica grega
La historiografia d'aquest període va estar marcada per la limitació de la metodologia que la història utilitza. La metodologia que utilitza Heròdot i Tucídides és fonamentalment la indagació o la inquisició que es realitza als que han presenciat els fets. En bastants ocasions, els historiadors utilitzen les seues pròpies experiències personals. La narració històrica solament abasta un període limitat, aquell període del qual queden individus vius que puguin donar crèdit (histor).

### Heròdot

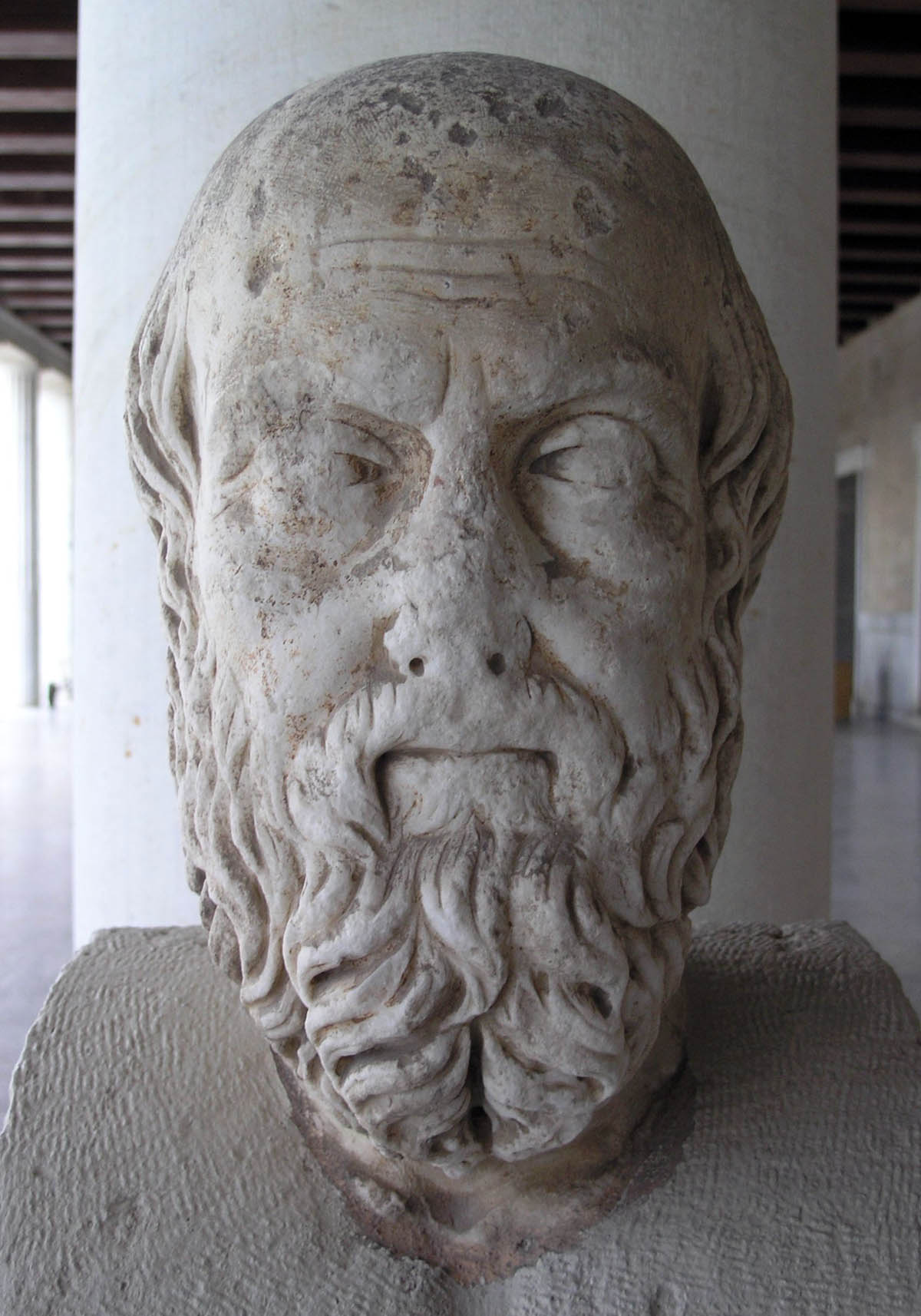
Bust d'Heròdot

Heròdot d'Halicarnàs és el primer historiador grec del qual es conserva una obra àmplia, i sovint rep el títol de "pare de la història". Per a Heròdot, hi ha dos conceptes d'història. L'un és el concepte de la història com el relat dels esdeveniments. El segon és el que veu la història com una indagació de les causes dels esdeveniments. L'historiador s'esforça per investigar les causes d'aqueixos esdeveniments que narra, diferenciant així l'epopeia de la narració històrica.
Per a Heròdot, hi ha tres causes principals per a l'explicació dels esdeveniments de la història:
1. Les causes psicològiques individuals (passions). Són els motius que duen els individus a actuar d'una determinada manera. La passió més decisiva és l'ambició, que espenta l'ésser humà a obrar. L'individu es veu motivat per venjança quan es veu ofès, ja que, si no ho fa, estarà deshonrat. Serà aquest el motiu de moltes disputes i guerres.
2. Les causes politicosocials. Diu Heròdot que la lluita entre grecs i perses es deu a causa sociopolítiques, s'enfronten dues estructures sociopolítiques que són oposades.
3. Causes. Aquestes seran metahistòriques, que estan més enllà de la història: com la destinació (Moira), necessitat(Ananké), providència (Nèmesi). Són causes irracionals, però que Heròdot considera que tenen la seua influència en el transcurs dels esdeveniments històrics.

### Tucídides

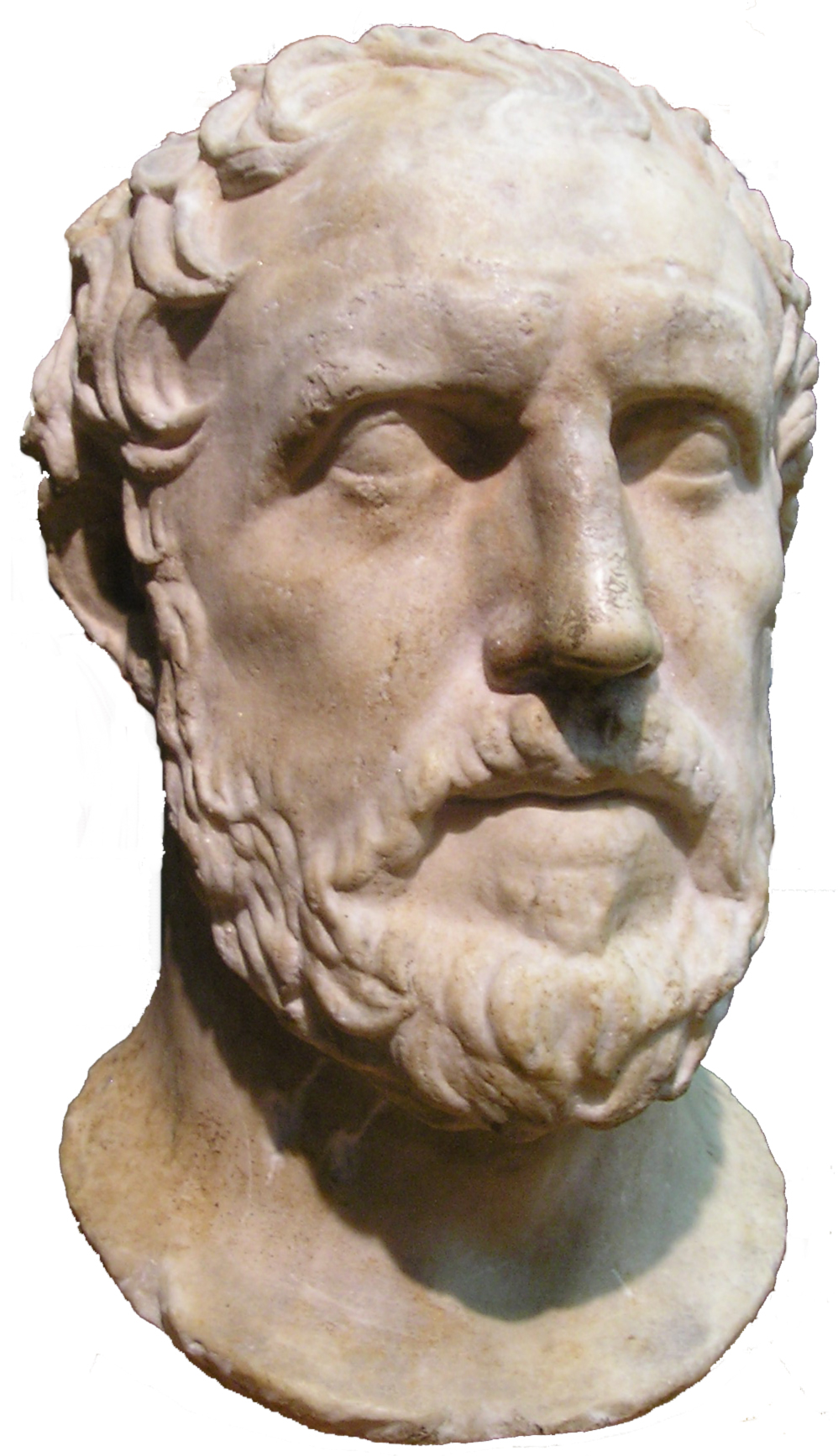
Bust de Tucídides

Com Heròdot, Tucídides estava convençut que la funció de l'historiador és explicar les raons dels fets, les causes que els han produïts. Igual que aquest utilitza diferents nivells:
1. Causes secundàries o adjuvants dels esdeveniments. És el nivell més baix d'explicació. Són aquelles en les quals només es fixa la història superficial. Aquestes causes són els pretextos dels polítics per a explicar i justificar les seues accions. La manifestació més clara se'n pot veure en la història diplomàtica. Les relacions diplomàtiques ocupen un paper decisiu en la història en la mesura que amb aquestes els estats justifiquen les seues postures.
2. Més profundes que les anteriors, són les causes veritables dels esdeveniments. Sèries d'esdeveniments que provoquen un fet. Tucídides pensava que la guerra és l'expressió d'un antagonisme vital molt més profund. Així doncs, la història seria el terreny de la violència, i la violència s'imposa concretament en la guerra com la seua actualització més veritable.
3. L'essència i la llei que regeix tota la història de la humanitat. La raó essencial que permet emprendre tot aqueix joc de causes múltiples que han analitzat en el segon nivell és l'imperialisme.

L'actitud atenesa en la Guerra del Peloponès s'emprèn, segons Tucídides, a partir del desig de construir un poder marítim que plantara cara a l'aliança dels lacedemonis. La política atenesa remitent a l'essència mateixa de la seua democràcia que no pot evitar ser imperialista. La democràcia es defineix per l'amor de la llibertat dels ciutadans, i per a això cal ser forts contra els atacs externs. La manera de garantir aquesta llibertat és dominar els veïns; per això, la democràcia atenesa es veu abocada a l'imperialisme per garantir la seua llibertat.
En explicar les guerres, Tucídides dona una gran importància a les nocions d'estratègies. Podent-se explicar aquestes amb categories estratègiques. Per exemple, la categoria de mar (Atenes desenvolupant vaixells de guerra) i de terra (Esparta un fort exèrcit). L'estratègia militar utilitzada depèn de les estructures sociopolítiques i de les motivacions col·lectives que animen els estats. Pensava que calia indagar també en les causes morals i polítiques que expliquen la guerra. Les guerres són el catalitzador que actualitza les passions humanes més baixes, eixes passions que la pau no deixa aflorar.
Ara bé, aquesta hegemonia li implica l'odi, l'enemistat d'aqueixes ciutats, i deslliga irremeiablement una contínua violència. De manera que la filosofia de l'imperialisme atenès és radicalment realista. En aquesta filosofia, la llibertat del ciutadà depèn de la llibertat de l'estat en el qual viu, que és més lliure com menys amenaçat està per uns altres en la seua seguretat i com més s'estén el seu control sobre els altres. Aquesta política hegemònica condueix a la rebel·lió dels altres estats i a l'oposició de les ciutats lliures, i per açò l'única cosa que es pot esperar és una guerra total, a causa dels odis que l'imperialisme acaba produint.
Aquest imperialisme no és ni més ni menys que la manifestació de poder que domina a tot ésser humà. La voluntat de poder és per a Tucídides la dimensió essencial que ens ajuda a comprendre l'acció històrica i el fons únic de la naturalesa humana. Perquè la voluntat humana, quan és lúcida, l'única cosa que vol és l'interès de la ciutat, que la duu a tiranitzar les altres ciutats.
D'aquesta manera, Tucídides s'alinea amb els sofistes en el desenvolupament d'un tema central del pensament d'aquests: el tema de la defensa del dret natural del més fort, que troba el seu major desenvolupament en Càlicles o Trasímac, ambdós sofistes. En últim terme, Tucídides posa de manifest que la llei última que governa la història és la llei de la força. És natural que en el període clàssic de Grècia la preocupació per la història ocupe un lloc en el pensament filosòfic d'aquest període, els principals representants del qual són Plató i Aristòtil.

### Plató

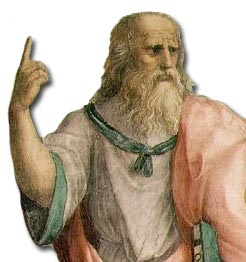
Plató al·ludint al món de les idees

Plató tenia una valoració negativa del coneixement històric. No la podia considerar ciència, ja que el coneixement estava dividit en dos nivells: l'opinió (doxa) i la ciència (episteme) i la història pertanyia al coneixement sensible, del qual deriva la doxa.
Una part del coneixement humà no es pot raonar per saber que és veritable, ja que la característica fonamental de tota opinió és el seu caràcter canviant. El coneixement canvia per la circumstancialitat. La ciència, no obstant això, descriu el món intel·ligible, ja que no és canviant, és perpetu.
En el món sensible, es troben coses que estan formades per la imaginació, i suposa un coneixement infundat (Eikasia). En altre nivell superior, però dins de la doxa, es troba la pistis. Aquesta té més realitat que la imatge, ja que estudia el món sensible en si. La creença d'una opinió que abasta tant les realitats físiques que trobem al nostre al voltant i la realitat històrica, els fets de l'ésser humà es troben en el món sensible. Per tant, la història no arriba a ser una ciència segons Plató, sinó un coneixement de segon grau i, pel cap alt, pot aspirar a ser versemblant.
Plató recorre al mite per a explicar la seua teoria de la història, dividint-la en dues eres separades per un cataclisme. En l'era precataclísmica, els humans vivien sota cura dels déus, despreocupats i sense problemes. Més tard, aparegué un cataclisme donant lloc a l'era postcataclísmica, en la qual naixem nadons, envellim i morim (similar al Jardí de l'Edèn i el pecat original). Aquesta nova societat primigènia no tenia contacte amb l'anterior i l'única ajuda de què disposaven era la del desenvolupament tecnològic.
En principi, les societats humanes de l'era postcataclísmica van ser patriarcals. Ignoraven els metalls i no existia rivalitat ni enveja entre els humans, perquè aquestes societats pastorívoles tenien recursos alimentosos de sobres. L'origen de la societat humana és doble:
- Necessitat: l'ésser humà és feble i necessita viure en societat per a sobreviure.
- Sociabilitat natural: instint de benevolència en estar envoltats de semblants.

A partir d'aquesta societat, es van desenvolupar els estats civilitzats amb diferents graus, i que tendiran a la decadència i a la corrupció. Per a Plató, el millor govern és l'aristocràtic per a donar exemple i evitar que la societat degenere. Aquesta aristocràcia era el govern dels millors, els més preparats i savis. D'altra banda, si governaren els menys virtuosos, degeneraria la societat.
No obstant això l'aristocràcia podia degenerar-se també en timocràcia. Es dona quan els millors físicament superen als millors intel·lectualment, donant lloc a un govern en què impera solament la valentia i la ira. I també pot desembocar en oligarquia, governant els millors econòmicament. El pas de la timocràcia a l'oligarquia és natural, en ser el govern dels millors el més fort s'aprofita dels ciutadans i els lleven les seues pertinences, lucrant-se i convertint-se en més rics. Sorgeix el mal de la majoria i el poble es rebel·la,
 donant lloc a la democràcia.
En la democràcia, el poder està en mans del poble, per la qual cosa qualsevol pot accedir al poder i poden quedar alts càrrecs en mans de gent incompetent (els càrrecs no eren elegits sinó triats per sorteig). Plató no veia bé la democràcia, ja que aquesta havia matat el seu mentor, Sòcrates. Tanmateix, per a Plató n'existeix una altra una mica pitjor: la tirania. Quan exerceix el poder una sola persona, sotmetent la població a les seues arbitrarietats. La constitució tirànica sorgeix a conseqüència de la degeneració de la democràcia que s'acaba convertint en un caos. Per a Plató, l'única manera d'acabar amb la corrupció és la calipolis. Allí es reflecteix l'educació universal, on cadascun arribarà al grau de formació que les seues característiques mentals li permeten.

### Aristòtil

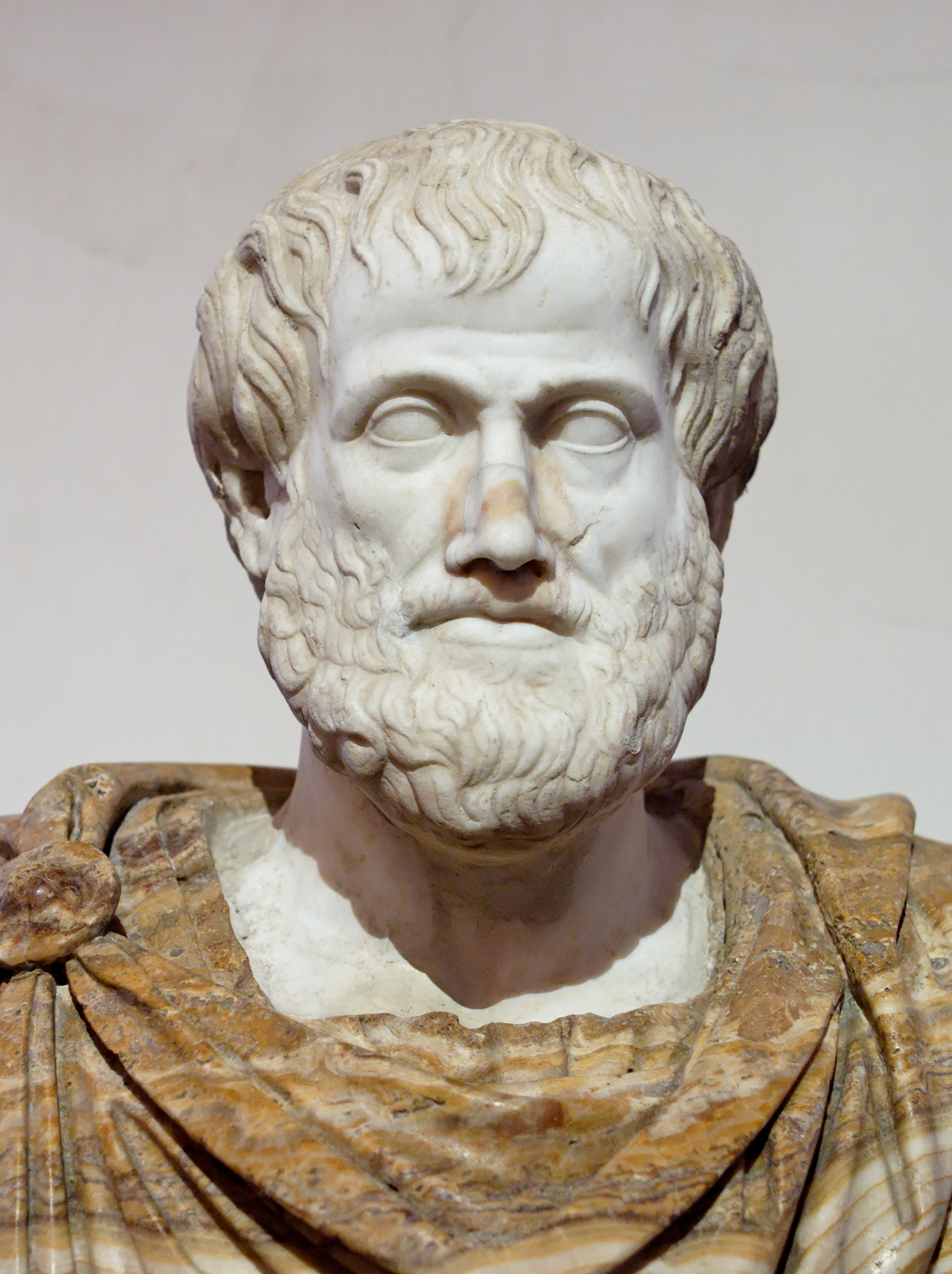
Bust d'Aristòtil

- Aristòtil fou un deixeble de Plató en l'Acadèmia. Ell estava d'acord amb Plató que la història no pot ser una ciència en sentit estricte, encara que les raons entre ambdós autors difereixen. El coneixement *científic ha de complir unes condicions que el coneixement històric no compleix. Aquestes són:
- Essència: és allò que explica les coses tal com són. El coneixement històric és accidental. Mostra el que ocorre, no diu el que és.
- Universal: val per a tot i per a tots els temps. El coneixement històric no és universal, sinó un coneixement del particular i el concret.
- Necessari: el coneixement científic estableix de quina manera han d'ocórrer les coses i de quina manera solament poden ocórrer; això és el que defineix la necessitat. En canvi, el coneixement històric estudia esdeveniments contingents, que han ocorregut, però podrien no haver ocorregut i no haguera passat res.
- Causal: un coneixement que, donada una causa, produeix un efecte i no pot ocórrer d'altra forma. En canvi, els esdeveniments de la història no són causals.
- Demostratiu: les accions de la ciència es poden demostrar. En canvi, en la història no és possible una demostració.